# كورا (آلة)
الكورا هي عبارة عن قيثارة-عود مكون من واحد وعشرين -- وتر—وتستخدم على نطاق واسع من جانب الشعوب في غرب أفريقيا.

## الوصف
الكورا تصنع من حبة كبيرة من نبات اليقطين مقطوعة نصفين، ومغطاة بجلد البقر لجعلها مرنانة، ولها مشط مسنن مثل العود، أو الغيتارة. صوت اُلة الكورا يشبه اُلة الفيتارة، لكن عند العزف عليها بالطريقة التقليدية فإن صوتها يكون اقرب إلى اُلة الفلامنكو وتقنيات الدلتا بلوز على الجيتار. لا يستخدم العازف سوى الإبهام والسبابة من كلتا اليدين للنقر على الأوتار بأساليب متعددة الإيقاع polyrhythmic (مستخدماً الأصابع المتبقية لتأمين الاُلة من خلال الإمساك بها من المنتصف على جانبي السلاسل). أوستيناتو ‏(جملة موسيقية تتكرر مرات ومرات خلال التكوين) ريفز (عبارة قصيرة الإيقاع، وبخاصة واحدة تتكرر في الارتجال) ("كومبينجو") والمرتجل السولو أو الفردى ("بيريمينتينجو") تم عزفهم في نفس الوقت من قبل عازفيين ماهرين.
عازفى الكورا ينتسبوا إلى عائلاتجريوت أيضا من قبائل ماندينكا الذين هم المؤرخيين التقليديين، وأنساب وراويى القصص الذين ينقلون براعتهم لخلفائهم. يتم العزف على هذه الاُلة في كل من غينيا، غينيا بيساو، مالي، السنغال، بوركينا فاسو، وغامبيا. عازف الكورا التقليدى يدعى جالي، وهذا يماثل الشاعر في غرب أفريقيا والمؤرخ الشفهى. معظم الموسيقيين في غرب أفريقيا يفضلون مصطلح 'جالي' عن 'griot'، التي هي كلمة من أصل فرنسي.
تحتوى اُلات الكورا التقليدية على واحد وعشرين وتر؛ إحدى عشرة وتر يتم العزف عليهم باليد اليسرى وعشرة باليد اليمنى. أما اُلات الكورا الحديثة في منطقة كازامانس جنوب السنغال أحياناً تحتوى على اوتار باس إضافية، تصل إلى أربعة اوتار. تصنع الأوتار من شرائط رقيقة من الجلد، مثل جلد الظييان - والآن معظم الأوتار مصنوعة من أوتار القيثارة أو النايلون المستخدم في الصيد، وأحياناً معاً لخلق أوتار أكثر سمكاً.
عند ضبط الأوتار وتحريكها إلى أعلى وأسفل الرقبة، يمكن للعازف إعادة ضبط تناغم الاُلة على واحدة من أصل أربع سبع درجات موسيقية. هذه الدرجات قريبة في تناغمها إلى النغمات الغربية الرئيسية، الثانوية، والليدية(واحدة من صيغ الموسيقى في اليونانية القديمة).
وتتم صناعة اُلة الكورا على نحو متزايد من رؤوس اُلة الجيتار بدلاً من الاوتار الجلدية التقليدية. وتتميز بسهولتها عن التقليدية في تناغمها. ومن عيوب تلك الاوتار الجديدة أنها تحد من النغمة المنطلقة منها، حيث أن أطوال الاوتار أكثر ثباتاً عن التقليدية، والاوتار الخفيفة أفضل من حيث درجة الصوت. تعلم كيفية العزف على اُلة الكورا يعد من الأشياء الصعب تعلمها، وكثير من الناس أثارهم صوت اُلة الكورا في أفريقيا مما جعلهم يقومون بشرائها، ولكنهم وجدوا أنه من الصعب العزف عليها، مما أضطرهم إلى الاحتفاظ بها كتذكار لهذه البلد. ويمكن أن يتم استبدال الاوتار الجلدية في اُلات الكورا بالرؤوس الاُلية. وتستخدم أيضاً الاوتاد الخشبية واوتاد الفيتارة، ولكن مازلت بعض المشاكل الخاصة بدرجة الصوت تحدث نتيجة استخدامهما، إلا إذا تم صناعتها بمهارة فائقة.
وبعض عازفى الكورا مثل سيكو كيتا لديه اُلة كورا ذات رقبة مزدوجة، يتمكن من خلالهما الانتقال بين الواحدة واأخرى في غضون ثوان، كما تمنحه المزيد من المرونة.
كما أن اُلة الكورا تم ذكرها في النشيد الوطني السنغالى؛ "نشيد السنغال الوطني."

## تاريخ الكورا
دجيلى ماضي وولينج وفقاً للتقاليد مرتبطة بأصول اُلة الكورا منذ أوائل القرن التاسع عشر. ومع ذلك، فإن أول مرجع للكورا كان أوروبياً، فقد ورد ذكرها في الأدب الغربي في رحلات داخل المناطق الداخلية لأفريقيا للمستكشف الاسكتلندى مونغو بارك والافتراض الأكثر احتمالاً، يعتمد على التقليد الشفهى الماندينكى، الذي يشير إلى أن أصول الكورا ربما تكون في نهاية المطاف مرتبطة بجالي ماضى فاولينج سيسوكو، بعد وقت من تأسيس كابو (مملكة ماندينيكية من سينغامبيا) في القرن السادس عشر.
في أواخر القرن العشرين، تم تطوير نوع من اُلة الكورا ليصبح لديها خمس وعشرين وتراً، ولكن قليل من العازفين استطاعوا التكيف مع هذا النوع، وفي المقام الأول منطقة كازامانس جنوب السنغال. كما تم تطوير نوع كهربائى منها (ولكن أساسها من المعدن)، وأطلق عليها اسم جرافيكورد وذلك في أواخر القرن العشرين بواسطة صانع الاُلات روبرت جراوى. ومن عازفى الكورا الذين اعتادوا العزف على الجرافيكورد: فوداي موسى سوسو، الذي اعطاها أهمية خاصة في تسجيلات مع مبتكر موسيقى الجاز هيربي هانكوك وفرقته ماندينغو.

## أبرز لاعبي الكورا

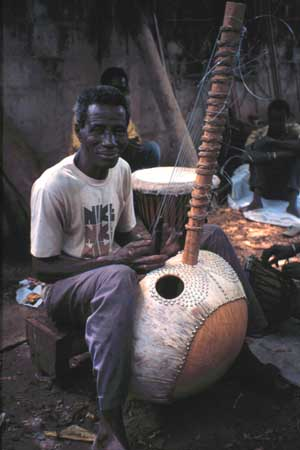
صانع الكورا المايسترو أليو سوسو-غامبيا

| - دانيال بيركمان (الولايات المتحدة) - تاسانا كامارا (غينيا) - ابلاى سيسوكو (السنغال) - لاندينكا سيسوكو (السنغال) - مامادو دياباتي (مالي) - صديقي دياباتي (مالي) - توماني دياباتي (مالي) - يان اينكر، (جزيرة سارك) - ديفيد جيلدن (الولايات المتحدة) - جالي موسى جوار - توندي جيجدى (المملكة المتحدة) - سونا مايا جوبارته (غامبيا / المملكة المتحدة، من العازفين الإناث) - سانجالى جوبارته (غامبيا / النرويج) - سيكو كيتا (المملكة المتحدة) - باى كونتى (غامبيا) - دجيمو كوياتي (السنغال، 1946-2004) - كانديا كوياتي (مالي) | - موسى كوياتي (مالي) - نفالى كوياتي (غينيا) - تومانى كوياتي (السنغال) - جاليبا كوياتى (غامبيا) - كورتيس لامكين (الولايات المتحدة) - كين ماتيس (الولايات المتحدة) - الاجى ميببى(غامبيا) - ويليام باركر (الولايات المتحدة) - جوستين بيركنز (الولايات المتحدة) - لامين ساهو (غامبيا) - يوسوفا سيديبي (السنغال) - فوداي موسى سوسو (غامبيا)، وسجل مع هيربي هانكوك - جالي نياما سوسو (غامبيا) - مامادو سوسو (غامبيا) - بابا سوسو (غامبيا) |

## روابط إضافية
- منظمة غرب أفريقيا—موسيقى غرب أفريقيا، الموسيقيين والمعلمين
- الراوى نسخة محفوظة 8 يناير 2019 على موقع واي باك مشين.- بورتريه لابلاى سيسوكو-عازف كورا سنغالى
- ASZA.com : الكورا—الصور والوصف
- أنواع الكورا لجيويلتاس سيمون-Korawalla.org
- اتصال كورا
- موسيقى الكورا
- Allmusic.com
- اتيلير دى لوثيير الكورا Kaëlig صانع الكورا
- Kumbengo Koras مخصص Koras، كولورادو، الولايات المتحدة
- ورشة عمل الكورا مبيعات الكورا، التحويلات، والمحاضرات. المملكة المتحدة